# Вессель, Эллизиф
Эллизиф Ранвейг Вессель (норв. Ellisif Ranveig Wessel, урождённая Мюллер, Müller; 14 июля 1866, Гёусдал, Оппланн — 28 ноября 1949) — норвежский фотограф, политический и общественный деятель. Член Рабочей партии.

## Биография
Родилась в Гёусдале в Южной Норвегии.
Вышла замуж за врача Андреаса Весселя (1858—1940) и в 1886 году переехала в Киркенес, расположенный на севере Норвегии у границы с Финляндией и Россией.
Писала стихи и газетные статьи в поддержку рабочего класса. Весной 1915 года Ленин через А. Г. Шляпникова переписывался с проживающей в Киркенесе Эллизиф Вессель. В переписке обсуждался вопрос о возможности использования северной норвежской границы для нелегальной пересылки почты и литературы в Россию.
Была фотографом-самоучкой. Первые фотографии относятся к началу 1890-х годов. Известны 14 альбомов её фотографий (1895—1915). Её работы представляют собой уникальный документальный материал о жизни в приграничных районах Северной Норвегии и пограничного ей Кольского полуострова рубежа XIX—XX веков. В 1944 году, в ходе войны, большая часть коллекции была утрачена. Коллекция её фотографий (около 600 фотографий) хранится в «Музее Пограничья» (Grenselandmuseet) Музея Сёр-Варангера, который расположен у въезда в Киркенес и с 2009 года является частью Музея Варангера.

## Память
С 15 мая по 30 июня 2017 года, к 150-летию со дня рождения  в Мурманском областном краеведческом музее проходила тематическая выставка «Эллисиф Вессель — жизнь и работа в приграничье», которая разработана норвежским Музеем Варангера.
Её биографию (Ellisif Wessel: En biografi, 2008) написал Стейнар Викан (Steinar Wikan; род. 1942), сотрудник «Музея Пограничья» в Киркенесе.